# Bodega el Grial
Bodega el Grial es una bodega de la Denominación de origen catalana «las bodegas de la do catalunya». Archivado desde el original el 28 de marzo de 2016. que elabora vinos ecológicos certificados por el CCPAE «Guia d'operadors CCPAE». Archivado desde el original el 4 de marzo de 2011. procedentes exclusivamente de sus 27 hectáreas de viñedo.

## Historia
En 1995 el empresario Miguel Carretero, un enamorado del mundo del vino compra unos viejos viñedos en el término del Perelló, en la provincia de Tarragona; una zona de larga tradición vitivinícola que había perdido sucesivamente superficie de viñedo cuando la Unión Europea aplicó la reforma de la Organización Común de Mercado (OCM) del vino.
Estos viejos viñedos fueron reconvertidos para obtener vinos de mayor calidad y de la mano de Ángel Carretero y María José Domínguez, viticultores neorrurales y enólogos se construye una bodega y se vinifica el primer vino en el año 2009.
En el año 2013 la bodega toma un nuevo impulso al comenzar a exportar sus vinos a Europa y América consolidándose en el mercado internacional.

## Tipos de vino
Se elaboran vinos tranquilos y espumosos a partir de las variedades merlot, syrah, cabernet franc, cabernet sauvignon, chardonnay, sauvignon blanc y gewürztraminer. El Grial negre 2011 es uno de sus vinos más premiado tanto nacional como internacionalmente.